# La Luz Barrio
La Luz Barrio är en ort i Mexiko.   Den ligger i kommunen Contla de Juan Cuamatzi och delstaten Tlaxcala, i den sydöstra delen av landet, 110 km öster om huvudstaden Mexico City. La Luz Barrio ligger 2 510 meter över havet och antalet invånare är 762.
Terrängen runt La Luz Barrio är kuperad åt sydost, men åt nordväst är den platt. Runt La Luz Barrio är det ganska tätbefolkat, med 230 invånare per kvadratkilometer. Närmaste större samhälle är Tlaxcala de Xicohtencatl, 8,7 km väster om La Luz Barrio. I omgivningarna runt La Luz Barrio växer i huvudsak blandskog.